# Homecoming: The Live Album
Homecoming: The Live Album (stylizowane: HΘMΣCΘMING: THE LIVE ALBUM) – album koncertowy Beyoncé Knowles z jej występów na festiwalu Coachella w kwietniu 2018 roku. Krążek wydany został 17 kwietnia 2019 wraz z filmem Homecoming: A Film by Beyoncé, który jest dystrybuowany za pośrednictwem platformy Netflix. 

## Tło

### Występy Beyoncé na festiwalu Coachella

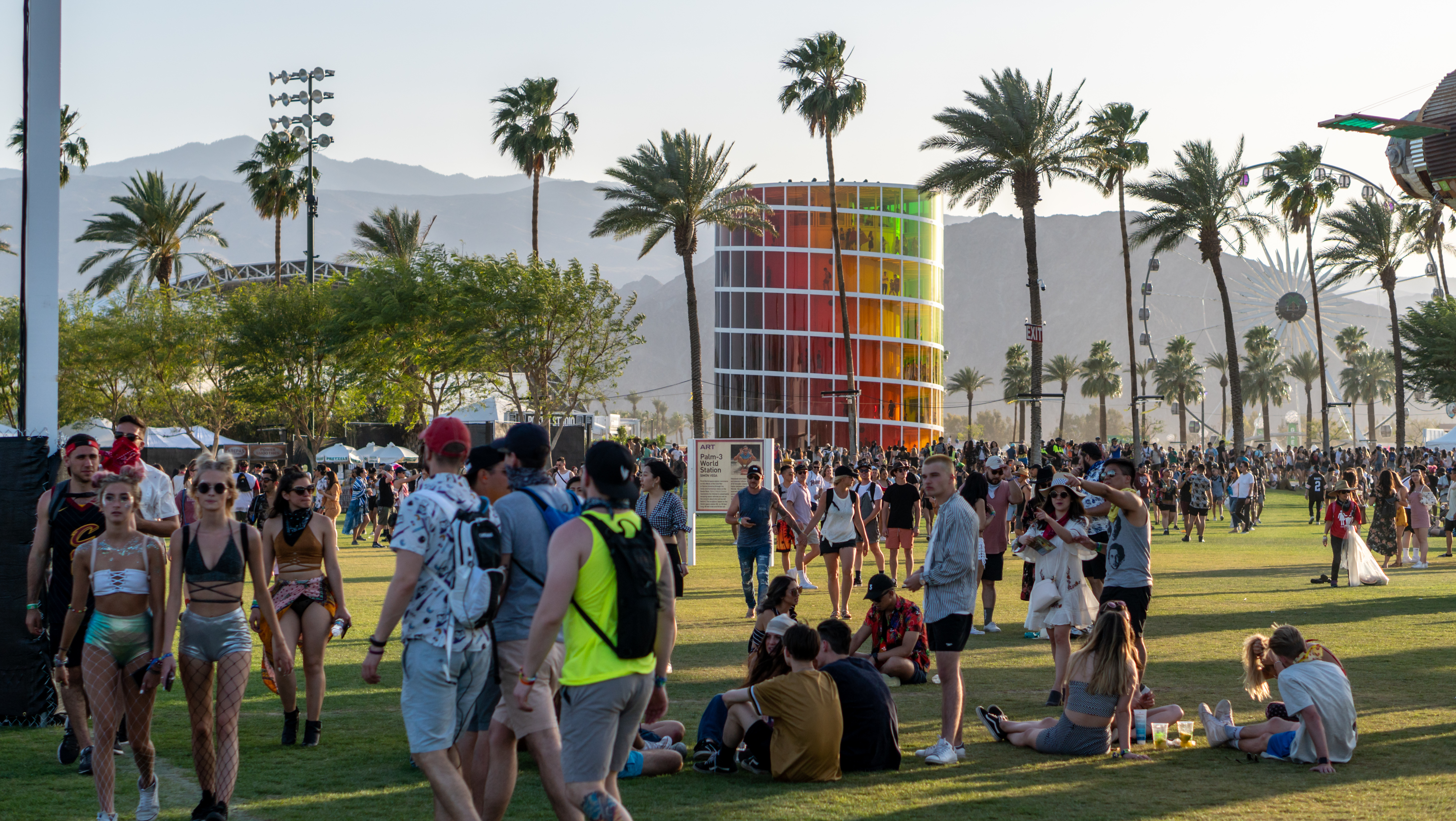
Album został nagrany podczas występu Beyoncé na festiwalu Coachella w kwietniu 2018 roku, który wielu krytyków określiło jako historyczny.

4 stycznia 2017 ogłoszono, że Beyoncé będzie główną gwiazdą festiwalu Coachella w kwietniu 2017. 23 lutego poinformowano, że Lady Gaga zastąpi Beyoncé, która nie mogła wystąpić ze względu na obawy lekarzy dotyczące ciąży piosenkarki. Ostatecznie Beyoncé zapowiedziano, że piosenkarka wystąpi na festiwalu rok później. Przed występem Beyoncé na festiwalu w 2018 roku wydarzenia zaczęto opisywać jako „Beychella”. Beyoncé wystąpiła podczas festiwalu 14 oraz 21 kwietnia 2018. Podczas koncertów wykonywano 26 utworów, a podczas show na scenie pojawiało się około 100 tancerzy oraz goście specjalni: Jay-Z, Solange Knowles, Kelly Rowland, Michelle Williams i J Balvin. Podczas dwugodzinnego występu Beyoncé miała na sobie pięć różnych kostiumów, zaprojektowanych wspólnie z Olivierem Rousteingiem. Beyoncé stała się pierwszą czarnoskórą kobietą, która była główną gwiazdą festiwalu oraz trzecią kobietą występującą w roli headlinerki. 
Występ zdobył szerokie uznanie wśród krytyków, a przez niektórych (m.in.: The Washington Post, CNN, NBC, Entertainment Weekly oraz Billboard) został opisany jako „historyczny”. W magazynie The New York Times krytyk muzyczny Jon Caramanica napisał: „Prawdopodobnie nie będzie bardziej znaczącego, wciągającego, mocnego i radykalnego występu amerykańskiego muzyka w tym roku ani w najbliższym czasie niż występ Beyoncé na festiwalu”. Dziennikarz podkreślił, że występ „Był bogaty w historię, mocno polityczny i wspaniały wizualnie. Na zmianę hałaśliwy, hałaśliwy i bujny. Zapierający dech w piersiach cud choreografii i kierownictwa muzycznego”. Chris Willman w recenzji dla Variety na podstawie występu, że Beyoncé  to „czołowa artystka muzyczna naszych czasów”. W recenzji dla Pitchfork Danielle Jackson napisała, że album ukazał Beyoncé u szczytu wokalnego i fizycznego. 

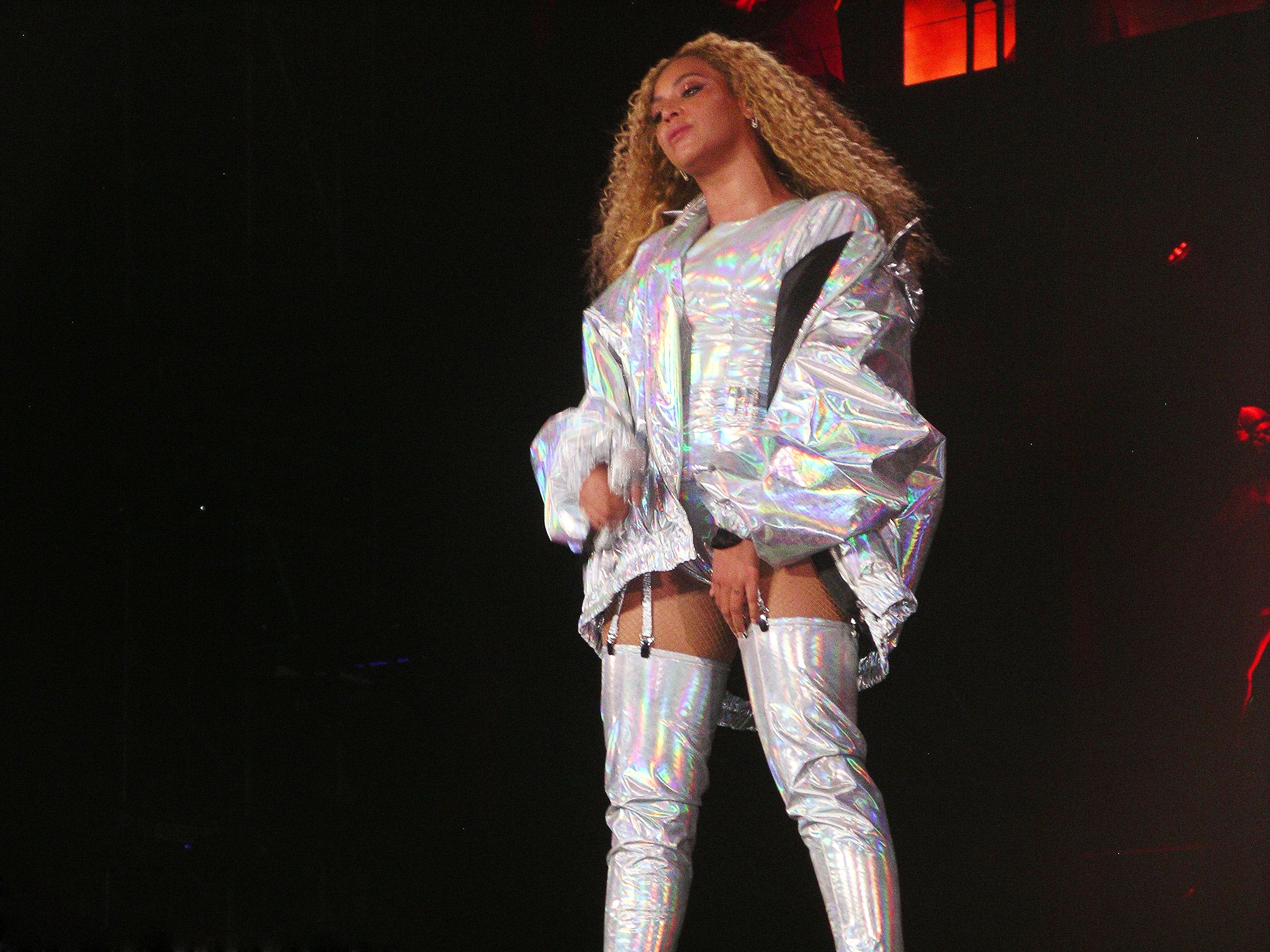
Beyoncé podczas trasy koncertowej On the Run II Tour, której części były inspirowane występem piosenkarki na festiwalu w 2018

### Homecoming: A Film by Beyoncé
3 kwietnia 2019 poinformowano, że Beyoncé nawiązała współpracę z platformą Netflix nad projektem związanym z jej występem na festiwalu Coachella. Trzy dni później Netflix oficjalnie potwierdził doniesienia, jednocześnie informując, że film dokumentalny będzie miał swoją premierę 17 kwietnia 2019. 8 kwietnia 2019 opublikowany został pierwszy zwiastun filmu i w ciągu pierwszych 24 godzin wyświetlono go ponad 16,6 miliona razy na wszystkich kontach w mediach społecznościowych Netflix i na profilu Beyoncé w serwisie Facebooku. Za reżyserię, scenariusz i produkcję odpowiadała Beyoncé, natomiast drugim reżyserem był Ed Burke. 
Według Netflix „Homecoming” był czwartym najpopularniejszym filmem dokumentalnym oferowanym na platformie w 2019 roku i jedynym filmem koncertowym, który znalazł się na tej liście. Dokument otrzymał nagrodę Grammy za najlepszy film muzyczny podczas  62. ceremonii wręczenia nagród Grammy. Produkcja otrzymała również sześć nominacjo do Primetime Emmy Awards, w tym za m.in. reżyserię, scenariusz i produkcję. 

## Wydanie i odbiór
Wraz z ogłoszeniem premiery filmu Homecoming: A Film by Beyoncé, zaczęto podejrzewać, że piosenkarka wyda album koncertowy z festiwalu Coachella. Plotki potwierdziły się w dzień premiery filmu 17 kwietnia, kiedy na muzyczne platformy strumieniowe trafił Homecoming: The Live Album, czyli krążek zawierający trzydzieści sześć utworów w wersji koncertowej oraz trzy piosenki bonusowe. Za produkcję albumu odpowiedzialna była Beyoncé oraz Derek Dixie. 4 grudnia 2020 do sprzedaży trafił album w wersji winylowej. 
Homecoming: The Live Album spotkał się z szerokim uznaniem krytyków. Pisząc dla gazety Los Angeles Times, Sonaiya Kelley nazwała krążek „jednym z najlepszych albumów koncertowych wszech czasów”. Bernadette Giacomazzo z HipHopDX opisała Homecoming: The Live Album jako „prawdopodobnie album koncertowy pokolenia”. Pisząc dla magazynu Rolling Stone, Brittany Spanos opisała krążek jako „triumfalny” i „inspirujący podziw”. Dodatkowo zauważyła, że album koncertowy z powodzeniem sprawiał wrażenie kolekcji największych hitów.
| Rok  | Nagrody                | Kategoria           | Rezultat  | Przypis |
| ---- | ---------------------- | ------------------- | --------- | ------- |
| 2020 | BET Awards             | Album roku          | Nominacja | [ 38 ]  |
| 2020 | Billboard Music Awards | Najlepszy album R&B | Nominacja | [ 39 ]  |
| 2020 | NAACP Image Awards     | Wybitny album       | Wygrana   | [ 40 ]  |

| Autor               | Lista                                          | Miejsce      | Przypisy |
| ------------------- | ---------------------------------------------- | ------------ | -------- |
| Billboard           | 50 najlepszych albumów 2019 roku               | 12. miejsce  | [ 41 ]   |
| Idolator            | 20 najlepszych albumów 2019 roku               | 2. miejsce   | [ 42 ]   |
| NPR                 | 10 najlepszych albumów roku                    | 8. miejsce   | [ 43 ]   |
| Pitchfork           | 50 najlepszych albumów 2019 roku               | 14. miejsce  | [ 44 ]   |
| USA Today           | Najlepsze albumy 2019 roku                     | 7. miejsce   | [ 45 ]   |
| USA Today           | 20 najlepszych albumów koncertowych            | Uwzględnione | [ 46 ]   |
| The Guardian        | 10 najlepszych albumów koncertowych w historii | Uwzględnione | [ 47 ]   |
| The Washington Post | 10 najlepszych albumów 2019 roku               | 6. miejsce   | [ 48 ]   |

## Lista utworów
Źródła:
| Nr  | Tytuł utworu                                                      | Autorzy | Produkcja                     | Długość |
| --- | ----------------------------------------------------------------- | --- | ----------------------------- | ------- |
| 1.  | „Welcome” (głos:Slater Thorpe)                                    | Beyoncé, Quincy Jones, Charlie Smalls, Michael Cooper, Asheton Hogan, Kendrick Lamar Duckworth, Anthony Tiffith, Michael Williams, Shawn Carter, Elbernita Clark, Ernest Dion Wilson | Beyoncé, Derek Dixie          | 3:16    |
| 2.  | „Crazy in Love”                                                   | Beyoncé, S. Carter, Richard Harrison, Eugene Record, Dwayne Carter,Terius Gray, Byron O. Thomas, Timothy Mosley, Sean Michael Anderson, Stanley Kirk Burrell, Ernest Clark, James Johnson, Alonzo Miller, Marcos Palacios | Beyoncé, Derek Dixie          | 2:47    |
| 3.  | „Freedom”                                                         | Jonathan Coffer, Beyoncé, Carla Williams, Arrow Benjamin, Duckworth, Frank Tirado, Alan Lomax, John Lomax, Calvin Broadus, Awood Johnson, Craig Lawson, Corey Miller | Beyoncé, Derek Dixie          | 1:54    |
| 4.  | „Lift Every Voice and Sing”                                       | James Weldon Johnson |                               | 2:09    |
| 5.  | „Formation”                                                       | Beyoncé, Swae Lee, Mike Will Made It, Pluss | Beyoncé, Derek Dixie          | 4:23    |
| 6.  | „So Much Damn Swag” (Interludium)                                 | Beyoncé | Beyoncé, Derek Dixie          | 0:59    |
| 7.  | „Sorry”                                                           | Diana Gordon, Sean "MeLo-X" Rhoden, Beyoncé, Scott Storch, Robert Waller | Beyoncé, Derek Dixie          | 6:34    |
| 8.  | „Kitty Kat”                                                       | Pharrell Williams, S. Carter, Beyoncé | Beyoncé, Derek Dixie          | 0:42    |
| 9.  | „Bow Down”                                                        | Gordon, Rhoden, Beyoncé, S. Carter, Kirk Andre Bennett, Miguel Collins, Mike Dean, Bobby Dixon, WondaGurl, Travis Scott, Demacio Castellon, Chris Godbey, J-Roc, Garland Waverly Mosley Jr., Mosley | Beyoncé, Derek Dixie          | 1:28    |
| 10. | „I Been On”                                                       | Beyoncé, Jamal Jones, Mosley, Theron Thomas, Timothy Thomas, Sonny Digital, Sonny Corey Uwaezuoke,Craig Bazile, Percy Miller, Mia Young | Beyoncé, Derek Dixie          | 2:40    |
| 11. | „Drunk in Love”                                                   | S. Carter, Rasool Diaz, Rasool Díaz, Noel Fisher, Harmon, Beyoncé, Mosley, Andre Proctor, Brian Soko, James Edward Fauntleroy II, Godbey, Miguel Jontel Pimentel, Justin Timberlake, James H. Shelton, Alviticus Bryant, Kevin Michael Erondu, Michael Gordon, Jared Rice, Sedarius Spearman, Keishaun Patrick Watts, Amund Bjørklund, Mikkel Eriksen,Tor Hermansen, Espen Lind, Shaffer Smith                           | Beyoncé, Derek Dixie          | 4:14    |
| 12. | „Diva”                                                            | Bangladesh, Sean Garrett, Hamler, Beyoncé, Drake, Anthony Palman, Matthew Samuels, Noah Shebib, Odis Flores, S. Carter, Mosley | Beyoncé, Derek Dixie          | 2:46    |
| 13. | „Flawless/Feeling Myself”                                         | Beyoncé, Chauncey Hollis, Raymond Martin, Rashad Muhammad,Terius Nash, Nicki Minaj, SZA, Bennett, Collins, Dean, Dixon, Oshunrinde, Webster, Sharon Kaye Abshire, Graham, Bernard Joseph Gerard, Shebib, Marvin Thomas, Justin Garner, Antoine McColister, William Roberts, Future, M. Williams, Jordan Carter, Jordan Jenks, Symere Woods, Marquis King, Manuel Alvarenga, André Benjamin, Patrick Brown, Antwan Patton | Beyoncé, Derek Dixie          | 2:49    |
| 14. | „Top Off”                                                         | S. Carter, Wilburn, Denisia Andrews, Brittany Coney, Khaled Khaled, Beyoncé, Joe Zarillo | Beyoncé, Derek Dixie          | 1:23    |
| 15. | „7/11”                                                            | Adrian Bruesch, Fisher, Beyoncé, Sidney Swift, Graham, Leland Tyler Wayne, Wilburn | Beyoncé, Derek Dixie          | 4:48    |
| 16. | „Bug a Boo Roll Call” (interlude)                                 | Beyoncé, Burt Bacharach, Jahron Brathwaite, Ingrid Burley, S. Carter, Hal David, Floyd Nathaniel Hills,Khaled, Ian Dench, Eriksen, Amanda Ghost, Hermansen, Makeba Riddick, Chad Hugo, P. Williams |                               | 1:58    |
| 17. | „Party”                                                           | André Benjamin, Jeffrey Bhasker, Douglas Davis, Beyoncé, Dexter Mills, Ricky Walters, Kanye West | Beyoncé, Derek Dixie          | 3:48    |
| 18. | „Don't Hurt Yourself”                                             | Jack White, Beyoncé, D. Gordon, James Page, Robert Plant, John Paul Jones, John Bonham | Beyoncé, Derek Dixie          | 4:17    |
| 19. | „I Care”                                                          | Bhasker, Hugo, Beyoncé | Beyoncé, Derek Dixie          | 4:09    |
| 20. | „Partition”                                                       | Dean, Beyoncé, Mosley, Nash, Timberlake, Harmon, Key Wane | Beyoncé, Derek Dixie          | 2:19    |
| 21. | „Yoncé”                                                           | Dean, Beyoncé, Mosley, Nash, Timberlake, Harmon | Beyoncé, Derek Dixie          | 1:08    |
| 22. | „Mi Gente” (featuring J Balvin)                                   | Ashadally Adam, Beyoncé, Mohombi Moupondo, Nash, J Balvin, Suarez Ramirez, Echavarria Andrés Restrepo, Willy William, Sidney Brown, Graham, Shebib, Jordan Ullman, Weir, Diaz, Fisher, Sia Furler, Gregory Kurstin, Proctor, Soko | Beyoncé, Derek Dixie          | 2:57    |
| 23. | „Baby Boy”                                                        | S. Carter, Sean Paul, Ini Kamoze, Beyoncé, Storch, Waller, Mario Antonio Dunwell, Adidja Palmer, Linton White, Davis, Quame Riley | Beyoncé, Derek Dixie          | 1:32    |
| 24. | „You Don't Love Me (No, No, No)”                                  | Euwart Asman Beckford, Joshua Bishop Kelley, Willie C. Cobbs, Winston Delano Riley, Ophlin Russell-Meyers | Beyoncé, Derek Dixie          | 1:12    |
| 25. | „Hold Up”                                                         | Thomas Wesley Pentz, Ezra Koenig, Beyoncé, Emile Haynie, Joshua Tillman, Uzoechi Emenike, Rhoden, Doc Pomus, Mort Shuman, DeAndre Way, Antonio Randolph, Kelvin McConnell, Brian Chase, Nick Zinner | Beyoncé, Derek Dixie          | 0:46    |
| 26. | „Countdown”                                                       | Michael Bivins, Ester Dean, Julie Frost, Beyoncé, Cainon Lamb, Nathan Morris, Wanya Morris, Nash, Robert Shea Taylor, Karl Rubin Brutus, Rogét Chahayed, Julian Gramma, Shelley Massenburg-Smith, Miles Parks McCollum | Beyoncé, Derek Dixie          | 1:43    |
| 27. | „Check on It”                                                     | Angela Beyincé, Kasseem Dean, Hamler\|Beyoncé, Stayve Thomas | Beyoncé, Derek Dixie          | 1:16    |
| 28. | „Déjà Vu”                                                         | S. Carter, Rodney Jerkins, Beyoncé, Kellie Price, Riddick, Delisha Thomas, John Webb Jr., Fela Anikulapo Kuti, Manu Dibango, Thomas R. Brenneck, Sean Combs, Levar Coppin, Michael Joseph Deller, David Anthony Guy, Deleno Matthews, Leon Michels, Gabriel Roth, Homer Steinweiss, Hamler, P. Williams | Beyoncé, Derek Dixie          | 4:50    |
| 29. | „The Bzzzz Drumline” (interlude, głos:Slater Thorpe)              | Beyoncé, Derek Dixie, Bzzzz Drumline, Harold Lilly Jr., Elvis Williams, Pastor Troy, George Clinton Jr., Grace Cook Hazel, Corey J. Johnson, Marrico D. King, Ralph Leverston, Martin Wondosas, Demetrius Hubert |                               | 3:10    |
| 30. | „Run the World (Girls)”                                           | Terius Nash, Beyoncé Knowles, Wesley Pentz, David Taylor, Vybz Kartel, Nick van de Wall | Beyoncé, Derek Dixie          | 3:53    |
| 31. | „Lose My Breath” (featuring Kelly Rowland i Michelle Williams)    | Beyoncé, Fred Jerkins III, Rowland, LaShawn Daniels, Michelle Williams, R. Jerkins, Hamler, S. Carter, Beyince, Don Davis, Patrick Denard Douthit, Eddie C. Robinson | Beyoncé, Derek Dixie          | 1:31    |
| 32. | „Say My Name” (featuring Kelly Rowland i Michelle Williams)       | Beyoncé, Jerkins III, Rowland, Daniels, LaTavia Roberson, LeToya Luckett, R. Jerkins | Beyoncé, Derek Dixie          | 1:52    |
| 33. | „Soldier” (featuring Kelly Rowland i Michelle Williams)           | Beyoncé Knowles, Kelly Rowland, Michelle Williams, Rich Harrison, Clifford Harris, Dwayne Carter, Sean Garrett. | Beyoncé, Derek Dixie          | 4:23    |
| 34. | „Get Me Bodied”                                                   | Swizz Beatz, Angela Beyincé, Sean Garrett, Beyoncé Knowles, Solange Knowles, Makeba Riddick | Beyoncé, Derek Dixie          | 4:23    |
| 35. | „Single Ladies (Put a Ring on It)”                                | Thaddis Harrell, Beyoncé, Nash, Christopher Stewart | Beyoncé, Derek Dixie          | 3:27    |
| 36. | „Lift Ev'ry Voice and Sing” (wersja Blue Ivy Carter; bonus track) | James Weldon Johnson |                               | 1:42    |
| 37. | „Love on Top”                                                     | Beyoncé, Nash, Taylor | Beyoncé, Derek Dixie          | 3:47    |
| 38. | „Shining (Thank You)”                                             | Bacharach, Brathwaite, Burley, S. Carter, David, Hills, Khaled, Beyoncé | Beyoncé, Derek Dixie          | 2:39    |
| 39. | „Before I Let Go” (bonus track)                                   | Frankie Beverly, Larry Blackmon, Tomi Jenkins | Beyoncé, Timbaland, Tay Keith | 4:01    |
| 40. | „I Been On” (bonus track)                                         | Beyoncé, Jamal Jones, Timothy Mosley, Jonathan "Anonymous" Solonne-Myvett, Theron Thomas, Timothy Thomas, Sonny Corey Uwaezuoke | Beyoncé, Timbaland, Tay Keith | 2:25    |
|     |                                                                   | |                               | 1:52:00 |

## Notowania
| Lista przebojów (2019)              | Najwyższa pozycja |
| ----------------------------------- | ----------------- |
| Australia (ARIA Charts)             | 18                |
| Belgia (Ultratop Flandria)          | 7                 |
| Belgia (Ultratop Walonia)           | 56                |
| Finlandia (Suomen virallinen lista) | 41                |
| Francja (SNEP)                      | 34                |
| Hiszpania (PROMUSICAE)              | 88                |
| Irlandia (IRMA)                     | 20                |
| Kanada (Billboard Canadian Albums)  | 7                 |
| Litwa (Albumų Top 100)              | 23                |
| Niemcy (Media Control Charts)       | 41                |
| Norwegia (VG-Lista)                 | 18                |
| Nowa Zelandia (Recorded Music NZ)   | 22                |
| Stany Zjednoczone (Billboard 200)   | 4                 |
| Szwecja (Sverigetopplistan)         | 33                |
| Wielka Brytania (OCC)               | 25                |
| Włochy (FIMI)                       | 52                |